# Jacob van Eynde
Jacob van Eynde (Duinkerke, geboortedatum niet achterhaald – Ieper, 17 januari 1729) was een Zuid-Nederlands orgelbouwer.

## Levensloop
Jacob Van Eynde, een zoon van de Duinkerkse organist Pierre van Eynde, werd geroemd voor de kwaliteit van zijn instrumenten en werd genoemd als het hoogtepunt van de West-Vlaamse barok.  Men kan hem beschouwen als de belangrijkste orgelbouwer in het graafschap Vlaanderen tot het begin van de 18de eeuw. Hij vormt de bekroning van de Langhedul-school, via Nicolaas Helewoudt en Jan en Guilielmus Van Belle.
Vanaf 1696 woonde Van Eynde in Ieper. Zijn orgelbouw kan worden ingedeeld in drie periodes: Frans-Vlaamse (tot 1707), Brugse (1707-1719), Ieperse (1719-1729).
De stijl van Van Eynde kadert in de lijn van continuïteit die te bespeuren valt in de Zuid-Vlaamse orgelbouw van de 17e eeuw, ingeluid door Matthys Langhedul en verder verspreid door de Ieperlingen Jan en Guilielmus Van Belle en de Bruggelingen Nicolaas Helewout en Boudewijn Ledou. Een aantal karakteristieken zijn van de school van Nicolaas van Hagen - via diens gezel François van Isacker doorgegeven aan de Van Belle's werken hier nog door. 

## Werklijst orgels
- 1696: Sint-Aldegondiskerk, Sint-Omaars, nu in Nielles-lès-Ardres
- 1701: Sint-Jan-Baptistkerk, Sint-Omaars
- 1703: Onze-Lieve-Vrouwkathedraal, Sint-Omaars
- Sint-Elooiskerk, Duinkerke
- 1707: Sint-Annakerk, Brugge
- 1710: Sint-Maartenskerk (Blaringem)
- 1711: Sint-Trudoklooster, Brugge
- 1714: Abdijkerk Lo
- 1715: Onze-Lieve-Vrouwkerk, Poperinge, vernield tijdens de Eerste Wereldoorlog
- 1716: Klooster Engelendale, overgebracht naar de parochiekerk van Stalhille en daar ongeveer intact bewaard
- 1717: Onze-Lieve-Vrouw-Onbevlekt-Ontvangenkerk, Ver-Assebroek
- 1717: Sint-Pietersbandenkerk, Oostkamp
- 1717-1719: Sint-Salvatorskerk Brugge (wellicht zijn grootste instrument)
- Lichtervelde
- Sint-Pieterskerk, Esen
- 1718: Sint-Wandregesiluskerk, Bollezele (Frans-Vlaanderen)
- 1728: Sint-Pieterskerk, Ieper, vernield tijdens de Eerste Wereldoorlog